# Клод Гамильтон, 4-й граф Аберкорн
Клод Гамильтон, 4-й граф Аберкорн (англ. Claud Hamilton, 4th Earl of Abercorn; 13 сентября 1659 — август 1691) — шотландский и ирландский пэр, сражавшийся на стороне якобитов в Вильямитской войне. Он отправился с королем Яковом II в Дерри в 1689 году и попытался договориться о сдаче города с Адамом Мюрреем. Он собрал конный полк, который возглавил в битвах Ньютаунбутлере в 1689 году и Огриме в 1691 году. Он погиб, когда корабль, который должен был доставить его во Францию, был перехвачен голландским капером.

## Титулатура
- 5-й лорд Гамильтон, барон Страбан, графство Тирон (с 14 апреля 1668)
- 4-й граф Аберкорн (около 1680)
- 4-й лорд Пейсли, Ренфрушир (около 1680)
- 4-й лорд Аберкорн, Линлитгоушир (около 1680)
- 4-й лорд Пейсли, Гамильтон, Маунткашел и Киркпатрик (около 1680).

## Рождение и происхождение
Клод родился в 1659 году, вероятно, в Раше близ Дублина. Старший сын Джорджа Гамильтона, 4-го лорда Гамильтона из Страбана (1636/1637 — 1668) и Элизабет Фейган. Его отец был 4-м бароном Гамильтоном из Страбана и крупным землевладельцем в окрестностях Страбана, графство Тирон, Ольстер, Ирландия. Гамильтоны из Страбана были боковой линией графов Аберкорн. Мать Клода была богатой наследницей, единственным ребенком Кристофера Фейгана из Фелтрима, графства Дублин.
Его родители были католиками. Обычным местом жительства семьи был Кенур-хаус в Раше, близ Дублина, где, вероятно, родились он и его братья и сестры и где умер его отец.

## Преемственность отцу
В апреле 1668 года, в возрасте девяти лет, он сменил своего отца на посту 5-го барона Гамильтона из Страбана. Обычно его называли лордом Страбаном, а не лордом Гамильтоном, поскольку последний титул также принадлежал графам Гамильтон в Шотландии.

## Наследование графства Аберкорн
Около 1680 года в далекой Падуе, Италия, скончался его бездетный троюродный брат Джордж Гамильтон, 3-й граф Аберкорн (ок. 1636 — ок. 1680). С ним провалилась старшая линия графов Аберкорн. Наследование перешло к ветви Гамильтонов из Страбана, потомкам Клода Гамильтона, 2-го барона Гамильтона из Страбана (1605—1638), второго сына Джеймса Гамильтона, 1-го графа Аберкорна, старшим живым представителем которого был Клод. Поэтому он сменил своего кузена на посту 4-го графа Аберкорна. Это возвысило его от барона до графа, но не сделало его намного богаче, поскольку 2-й граф потерял большую часть шотландских земель Аберкорнов.

## Якобит
Лорд Аберкорн, каким он был теперь, последовал за изгнанным королем Яковом II Стюартом во Францию во время Славной революции и отправился с Яковом в Ирландию в 1689 году. Когда Яков II прибыл в Дублин и основал свою администрацию, граф Аберкорн был назначен членом якобитского Тайного совета Ирландии и лордом опочивальни.
Граф Аберкорн отправился с королем в Дерри и присутствовал 18 апреля 1689 года, когда Яков II попросил город сдаться. 20 апреля 1689 года король послал его к стенам с последним предложением, которое, однако, было отвергнуто Адамом Мюрреем, представлявшим город. После этого армия начала осаду Дерри.
Он собрал конный полк в Ирландии для Якова II и возглавил его в экспедиции лорда Маунткашеля против Эннискиллена в июле 1689 года. Он был ранен во время поражения Маунткашела при Ньютаунбутлере 31 июля. Лорд Аберкорн был объявлен вне закона и захвачен в Ирландии сторонниками Вильгельма Оранского 11 мая 1691 года, лишившись своего ирландского титула пэра.
12 июля 1691 года он сражался в битве при Огриме под командованием француза Шарля Шалмо де Сен-Рюэ против вильямитов под командованием Годерта де Гинкеля. Его полк входил в состав кавалерии правого крыла якобитов, которой командовал де Тессе. Кавалерия состояла из полков Тирконнела и Аберкорна, а также, вероятно, из полка Прендергаста. Возможно, им командовал Патрик Сарсфилд, 1-й граф Лукан, но другие говорят, что Сарсфилд командовал кавалерийским резервом позади центра.

## Смерть и преемственность
Ричард Тальбот, 1-й граф Тирконнелл, послал его во Францию, чтобы сообщить Якову II Стюарту о поражении и попросить о помощи. Он сел на корабль, идущий во Францию в Лимерике, но корабль был перехвачен голландским капером, и Аберкорн был убит в последовавшем бою.
Ему было 32 года, и он никогда не был женат. Ему наследовал его младший брат Чарльз Гамильтон, ставший протестантом и принявший сторону Вильгельма Оранского в Славной революции. Его брат сразу же стал 5-м графом Аберкорном, так как этот титул входил в пэрство Шотландии и не был затронут ирландским завоевателем. В 1692 году 5-й граф Аберкорн добился передачи ему титула 6-го барона Гамильтона из Страбана, вернув себе ирландские владения.